# Johann Georg von Schönborn

Wappen der Familie von Schönborn

Johann Georg von Schönborn († 21. Januar 1587) war ein Ritter des Johanniterordens, der von 1573 bis 1587 das Amt des Großbailli innehatte. Er stand außerdem mehreren Johanniterkommenden als Kommendator vor.

## Leben und Laufbahn
Johann Georg von Schönborn war der Sohn des Johannes von Schönborn und der Gutta (oder Guda) von Mudersbach. Drei von seinen Brüdern erhielten ebenfalls geistliche Ämter: Emmerich wurde Domherr in Trier, Johann und Johann Philipp wurden Deutschordensritter. Bei seinem Eintritt in den Johanniterorden 1541 wurde ihm von seiner verwitweten Mutter und seinem weltlich gebliebenen Bruder Johann Wilhelm ein Leibgedingbrief ausgestellt. Das Leibgeding sollte dann in Kraft treten, wenn er den Orden verlassen sollte (oder musste). Nach Gensicke soll er aber erst 1546 in den Orden eingetreten sein. Er zeichnete sich im Kampf gegen die Türken besonders aus. 1549 wurde er schon Rezeptor des Johanniterordens in Oberdeutschland und war in dieser Funktion für das Einziehen der Responsgelder an die Ordenszentrale in Malta zuständig. 1549 erhielt er auch mit der Kommende Worms seine erste Pfründe, die er bis 1572 innehatte. 1557 folgte dann die Kommende in Rothenburg ob der Tauber, der er bis 1587 vorstand. 1568 (bis 1587) erhielt er die Kommenden von Schleusingen und Weißensee. Spätestens 1570 waren die Kommenden Hemmendorf und Rexingen hinzugekommen. 1571 wurde er von Großmeister Pierre de Monte zum Kommendator von Mainz und Nieder-Weisel ernannt; er war hier Nachfolger des in der Seeschlacht von Lepanto am 7. Oktober 1571 gefallenen Joachim von Sparr. Die Kommenden Mainz und Nieder-Weisel verwaltete er bis 1587. Von 1574 bis 1587 leitete er auch die Kommende in Rottweil, Nach dem Tod des Basler Kommendators Hermann Schenck von Schweinsberg († 28. Februar 1572) verwaltete er für zwei Jahre von 1572 bis 1574 die Kommenden Basel und Rheinfelden.
1558 war es zum Streit zwischen dem Rat der Stadt Rothenburg ob der Tauber und Kommendator von Schönborn gekommen. Offensichtlich konnte die Johanniterkommende in der Ordenskirche keinen regelmäßigen Gottesdienst mehr gewährleisten. Johann Georg von Schönborn wandte sich in der Streitsache nun an Großprior Georg Bombast von Hohenheim. Dieser räumte zwar ein, dass der Johanniterorden derzeit (wegen der Reformation) einen Mangel an Priestern hätte und den Gottesdienst tatsächlich nicht gewährleisten könne, machte die Stadt aber darauf aufmerksamem, dass die Stadt nun die Gefälle der Johanniterkirche einziehe und nun die Stadt auch für die Besoldung der Priester aufkommen müsste. Mit den früher der Johanniterkommende zukommenden Gefälle seien schließlich vorher die Ordenspriester bezahlt worden.
Johann Georg von Schönborn scheint ein aufbrausender und auch gewaltbereiter Mann gewesen zu sein. Im Zuge der konfessionellen Auseinandersetzungen zwischen dem protestantischen Rat in Rothenburg ob der Tauber und der Rothenburger Johanniterkommende verletzte er ein Mitglied des Rates der Stadt. 1572 erschlug er den Rothenburger Bürger Emrich Neuroth auf offener Straße, entzog sich allerdings durch Flucht der Justiz. Vermutlich hat er Rothenburg zeit seines Lebens nicht mehr betreten. Erst 1602 kam es schließlich zwischen seinem (übernächsten) Nachfolger im Amt des Kommendators Johann Friedrich Hund von Saulheim, dem späteren Großprior in Deutschland zu einem Vergleich. Auch von Schönborns sonstiger Lebenswandel entsprach nicht gerade den Ordensidealen. Er hatte sich – vermutlich in Mainz – eine Geliebte gehalten und ihr unrechtmäßig Ordensgüter im Rheingau übertragen.
Am 3. Oktober 1573 war Johann Georg von Schönborn in Malta zum Großbailli gewählt worden, der Totschlag in Rothenburg ob der Tauber war dazu offensichtlich kein Hindernis. Mit diesem Amt war er für die Festungsanlagen in Malta verantwortlich; das Amt hatte er bis zu seinem Tod am 21. Januar 1587 inne. Vermutlich starb er in Mainz, denn er wurde in der Laurentius-Kapelle im Mainzer Dom begraben.
1596 prozessierte der Johanniterorden gegen seine frühere Konkubine Elisabeth Marder um Güter im Rheingau, die Johann Georg von Schönborn ihr vermutlich nicht rechtmäßig übertragen hatte. Aus der Verbindung könnten sogar mehrere Kinder hervorgegangen zu sein.